# Verkehrsgesellschaft Mittelhessen

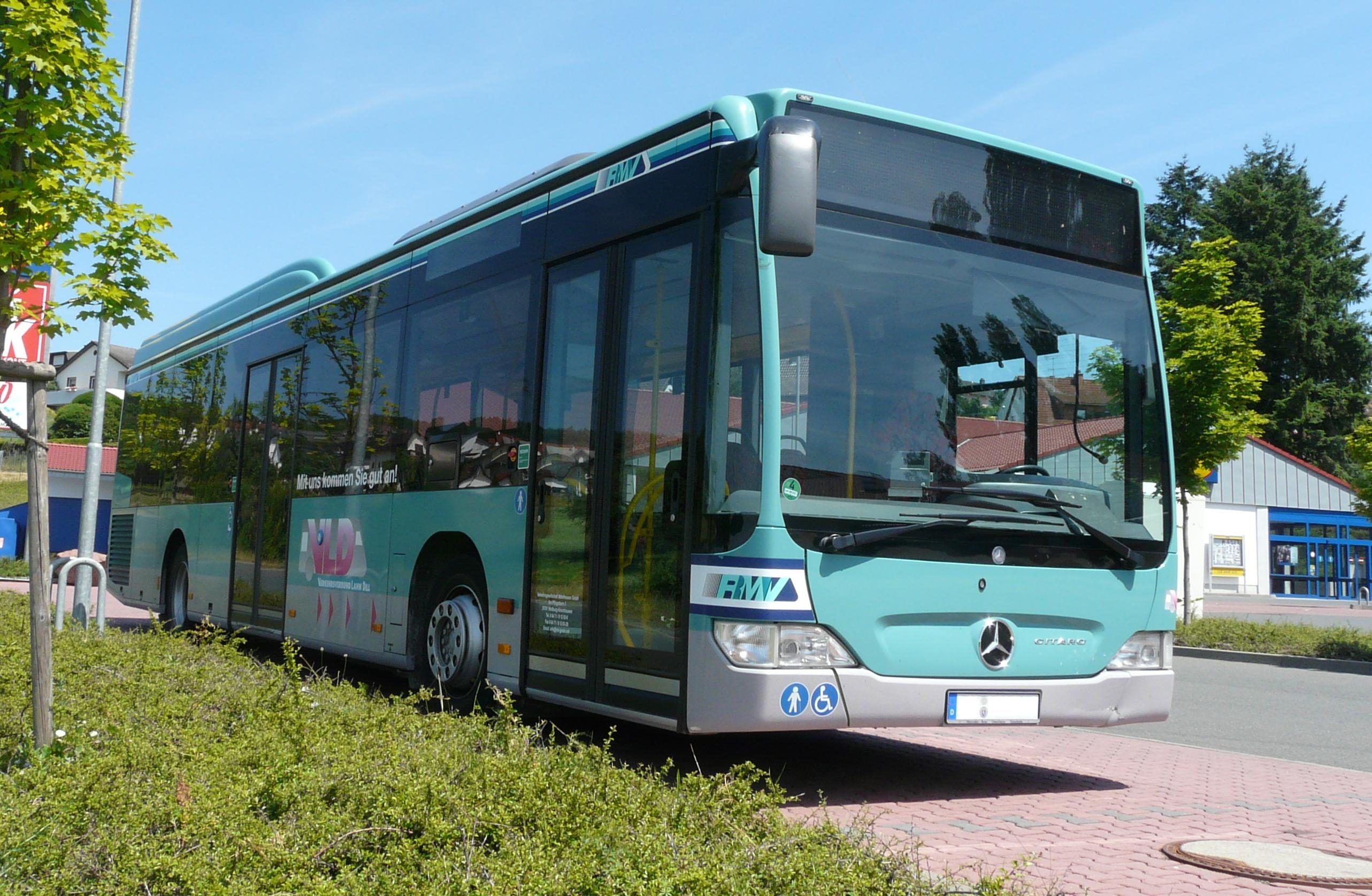
Solobus im VLD-Design

Die Verkehrsgesellschaft Mittelhessen GmbH (kurz VM) war ein Verkehrsunternehmen mit Sitz in Neu-Anspach, das in Mittelhessen öffentlichen Personennahverkehr betrieben hat.
Das Unternehmen wurde im Dezember 2003 als Kooperation von fünf privaten Omnibusbetrieben aus Mittelhessen gegründet, die sich zusammenschlossen, um im zukünftigen Wettbewerb um Verkehrsleistungen gemeinsam bestehen zu können:
- Bender Reisen GmbH, Ehringshausen-Kölschhausen
- Busunternehmen Albert Hölzenbein, Runkel-Dehrn
- Omnibusbetrieb Kreutz GmbH, Haiger
- Verkehrsbetrieb Medenbach GmbH, Weilburg-Hirschhausen
- Gebr. Schermuly Busunternehmen GmbH & Co. KG, Mengerskirchen

Im Jahr 2006 wurde das Gemeinschaftsunternehmen vom Essener Verkehrskonzern Abellio GmbH aufgekauft. Die bisherigen mittelständischen Gesellschafter übertrugen im selben Zug die kompletten Nahverkehrs-Betriebsteile ihrer Unternehmen auf die Verkehrsgesellschaft Mittelhessen und betreiben seitdem nur noch das Reise- und Ausflugsgeschäft selbstständig. Hölzenbein zog sich nach dem Verkauf komplett aus dem Unternehmen zurück. Geschäftsführer blieb Peter Medenbach, der schon vor dem Aufkauf durch Abellio das Gemeinschaftsunternehmen leitete. Am 1. Juli 2008 wurde Andreas Vetter für die Bereiche Integration, Restrukturierung, Fahrbetrieb, Werkstätten und Standorte als zweiter Geschäftsführer eingestellt. Seit Herbst 2012 bilden Dorothee Röckinghausen und Wolfgang Orth die neue VM-Geschäftsführung. Zum 1. Mai 2014 trat Jürgen von Glischinski die Nachfolge von Dorothee Röckinghausen in der Geschäftsführung an.
Am 1. November 2013 hat die Transport Capital AG die VM gekauft.

## Linienverkehr
Ab dem Jahr 2004 bewarb sich das neue Unternehmen an Ausschreibungen für Busverkehre in den mittelhessischen Landkreisen Lahn-Dill, Marburg-Biedenkopf und Limburg-Weilburg und konnte zahlreiche Linienbündel gewinnen, die zuvor von den DB-Tochterunternehmen Verkehrsgesellschaft Untermain (VU) und Regionalverkehr Kurhessen (RKH) betrieben wurden.
Die Verkehrsgesellschaft Mittelhessen gewann 2008 ein Linienbündel im Hochtaunuskreis und den Stadtbusverkehr in Bad Homburg vor der Höhe und Oberursel (Taunus). Außerdem erhielt sie im Wetteraukreis das Linienbündel Friedberg, das Rhein-Main-Verkehrsverbund-Linienbündel „RTK-Grundnetz Wiesbaden Nord“ und im Nordhessischen Verkehrsverbund das Linienbündel „Rotenburg/Bebra“.
Zum 12. Dezember 2010 gab die Verkehrsgesellschaft Mittelhessen ihre Linien im Landkreis Limburg-Weilburg und im Lahn-Dill-Kreis zurück, da die Qualitätsanforderungen auf dem Preisniveau nicht mehr gehalten werden konnten.
Bedingt durch die Linienrückgaben wurden viele Busse der VM frei. Die Kraftverkehrsgesellschaft Dreiländereck, zu dieser Zeit ebenfalls ein Abellio-Tochterunternehmen, kaufte 2010 einige dieser Busse, um sie in dem eigenen Liniennetz einzusetzen. 2015 kaufte Taeter Aachen ebenfalls einige Busse.
Ab Anfang des Jahres 2015 sammelten sich massive Fahrgast-Beschwerden beim Rhein-Main-Verkehrsverbund (RMV) und dessen betroffenen Städten und Gemeinden. Umstritten ist die Linie 271 (Idstein – Wiesbaden). U. a. wurde das geringe Fahrplatzangebot sowie die nicht ausreichende Kapazität der Solobusse bemängelt. Ab Dezember 2016 wird mit einem neuen Betreiber durch eine veränderte Linienführung in Idstein der Einsatz von Gelenkbussen möglich werden, wodurch vermutlich eine Verbesserung der Situation stattfinden wird.
Im November 2015 kündigte die VM die Verträge mit Bad Homburg vor der Höhe und Oberursel; im Dezember 2015 gingen die Linien an einen anderen Betreiber. Im Juni 2016 kündigte die VM an, das Linienbündel Friedberg zum 11. Dezember 2016 zurückzugeben.
Die Gesellschaft wurde zum 4. Januar 2017 aufgelöst.